# Neoglyphidodon oxyodon
Neoglyphidodon oxyodon är en fiskart som först beskrevs av Bleeker 1858.  Neoglyphidodon oxyodon ingår i släktet Neoglyphidodon och familjen Pomacentridae. Inga underarter finns listade i Catalogue of Life.
Neoglyphidodon oxyodon blir upp till 16 cm lång. Arten har i ryggfenan 13 taggstrålar och 13 till 14 mjukstrålar samt i analfenan 2 taggstrålar och 13 till 14 mjukstrålar.
Arten förekommer i havet kring Sundaöarna, Filippinerna och västra Nya Guinea. Den dyker till ett djup av fyra meter. Exemplaren vistas i laguner och nära korallrev. De lever ensam eller i små grupper. Denna fisk är dagaktiv. Hannen bevakar äggen tills de kläcks.
Aktiviteter som skadar korallrev påverkar arten negativ. Ett annat hot är klimatförändringar. Flera exemplar fångas och hölls som akvariefisk. Hela populationen är fortfarande stor. IUCN listar arten som livskraftig (LC).